# Ниобий
Ниобий (Nb) е химичен елемент с атомен номер 41. Атомната му маса е 92,90638. Температурата му на топене е 2477 °С, a на кипене 4744 °С. Има 24 изотопа. Името на елемента идва от Ниоба, дъщерята на Тантал и Диона в гръцката митология.

## История
Ниобият е открит през 1801 г. от английския учен Ч. Хачет. Той е доста разпространен в природата – 2,1 – 3% от общата маса на земната кора. Среща се обикновено в едни и същи минерали с тантала. Основните минерали на ниобия са колумбит – (Fe,Mn)(Nb,Ta)2О6 и лопарит – (Na,Ce,Ca)2(Ta,Nb)2О6.

## Физични свойства
Ниобият е светлосив, тежък, трудно топим метал с висока химична устойчивост. Чистият ниобий не се атакува от никакви други киселини освен от флуороводородната. Този метал е устойчив и в много агресивни среди. При стайна температура с ниобия реагира само флуорът. Хлорът, бромът, водородът, азотът взаимодействат с него при температура над 200 °С. При нагряване до 150 – 200 °С ниобият се окислява и на повърхността му се образува защитен оксиден слой Nb2O5.

## Химични свойства
По химични свойства ниобият е много близък аналог на тантала, поради което е и наречен ниобий – Ниоба е дъщеря на митологичния цар Тантал, осъден от Зевс на вечни мъки.

## Приложение
Свойствата на ниобия дават възможност той да намери приложение в много отрасли на техниката. Но да се получи ниобий от минералите е много сложно. Основната трудност е разделянето на ниобия и тантала.
Най-много ниобий се използва в черната и в цветната металургия. Легираната с ниобий стомана се отличава със съчетанието от температурна и химична устойчивост. От нея се прави химическа апаратура, детайли на газови турбини и на реактивни двигатели. Ако към алуминий се прибави само 0,05 % ниобий, той престава да реагира с алкални основи. Ниобият увеличава температурната устойчивост и повишава здравината на титана, молибдена, циркония.
Някои междуметални съединения на ниобия (с германий, алуминий и с други елементи) при температури, близки до абсолютната нула, придобиват свойството свръхпроводимост, т.е. способност да пропускат електричния ток практически без съпротивление.